# Митьковская тишина
Митьки. Митьковская тишина — сборник городского фольклора, выпущенный по инициативе движения «Митьки».

## Название
Аллюзия на название тюрьмы и пьесу Галича, в контексте времени выхода альбома являлось своеобразным манифестом творческого приёма, интертекстуальной ироничности и деполитизированности.

## Об альбоме
Представляет собой перепевки застольных и походных митьковских песен. Особого успеха не сыскал, несмотря на звёздный состав привлечённых исполнителей. Несмотря на это проект получил продолжение, был так же снят фильм "Митьковские песни".

## Список композиций
1. Дмитрий Шагин — Митьковский марш (3:19)
2. Дмитрий Шагин — Не я, а он (0:22)
3. Дмитрий Шагин и Вячеслав Бутусов — Как над нашею котельной... (2:57)
4. Дмитрий Шагин — Любовь (0:33)
5. Дмитрий Шагин — Серебрился серенький дымок... (2:22)
6. Ольга Флоренская — Прощальная песня (3:18)
7. Борис Гребенщиков — Дом (2:26)
8. Дмитрий Шагин — Коробушка (2:11)
9. Владимир Шинкарев — На февральском снегу... (3:07)
10. Дмитрий Шагин — Последняя ночь зимы (2:11)
11. Дмитрий Шагин — Танки (0:32)
12. Сергей Чиграков — Военная песня (3:21)
13. Дмитрий Шагин — Максим, Фёдор и Николай (3:49)
14. Дмитрий Шагин — Время (0:38)
15. Дмитрий Шагин — Митьки никого не хотят победить (2:02)
16. Дмитрий Шагин — Летят перелётные птицы... (0:32)
17. Дмитрий Шагин — Моя биография (3:02)
18. Дмитрий Шагин — Бескозырка (0:33)
19. Дмитрий Шагин — Митковская тишина (3:31)
20. Тишина (0:10)
21. Дмитрий Шагин — Молитва (0:21)